# Rabbiner
En rabbiner (gennem latin og græsk fra hebraisk רִבִי [ribbī] el. [rebbī]) er en jødisk religiøs leder og lærer. En rabbiners rolle er delvis parallel med præsterollen i kristendommen. Den vigtigste forskel er at centrale religiøse handlinger som vielser, navngivning og ledelse af gudstjenester ikke er forbeholdt rabbineren.

## Danske overrabbinere
- 1920-1947: Max Friediger
- 1947-1969: Marcus Melchior
- 1969-1996: Bent Melchior
- 1996-2014: Bent Lexner
- 2014-siddende: Jair Melchior